# Musse Pigg som springgrabb
Musse Pigg som springgrabb (engelska: The Grocery Boy) är en amerikansk animerad kortfilm med Musse Pigg från 1932.

## Handling
Musse Pigg och hans hund Pluto ska leverera en matbeställning till Mimmi Pigg. När Musse sedan hjälper till med middagsförberedelserna stjäl Pluto kalkonen.

## Om filmen
Filmen är den 38:e Musse Pigg-kortfilmen som producerades och den andra som lanserades år 1932.
Filmen hade svensk premiär den 17 september 1933 på Göta Lejon i Stockholm.

## Rollista
- Walt Disney – Musse Pigg
- Marcellite Garner – Mimmi Pigg
- Pinto Colvig – Pluto[5]